# Carriola
Carriola is een geslacht van vlinders van de familie spinneruilen (Erebidae), uit de onderfamilie Lymantriinae.

## Soorten
- C. ecnomoda Swinhoe, 1907
- C. fenestrata Hampson, 1893
- C. saturnioides (Snellen, 1879)
- C. saturnoides Snellen, 1879
- C. seminsula (Strand, 1915)
- C. thyridophora Hampson, 1893